# Santiago (caracca)
La caracca Santiago fu la nave ammiraglia della Flotta portoghese delle Indie del 1585 impiegata sulla Carreira da Índia, e andò perso per naufragio il 19 agosto 1585, mentre trasportava un grande tesoro, presso l'atollo di Bassas da India. Il relitto della nave fu scoperto nel dicembre 1977 da un marinaio di nome Ernest Erich Klaar.

## Storia

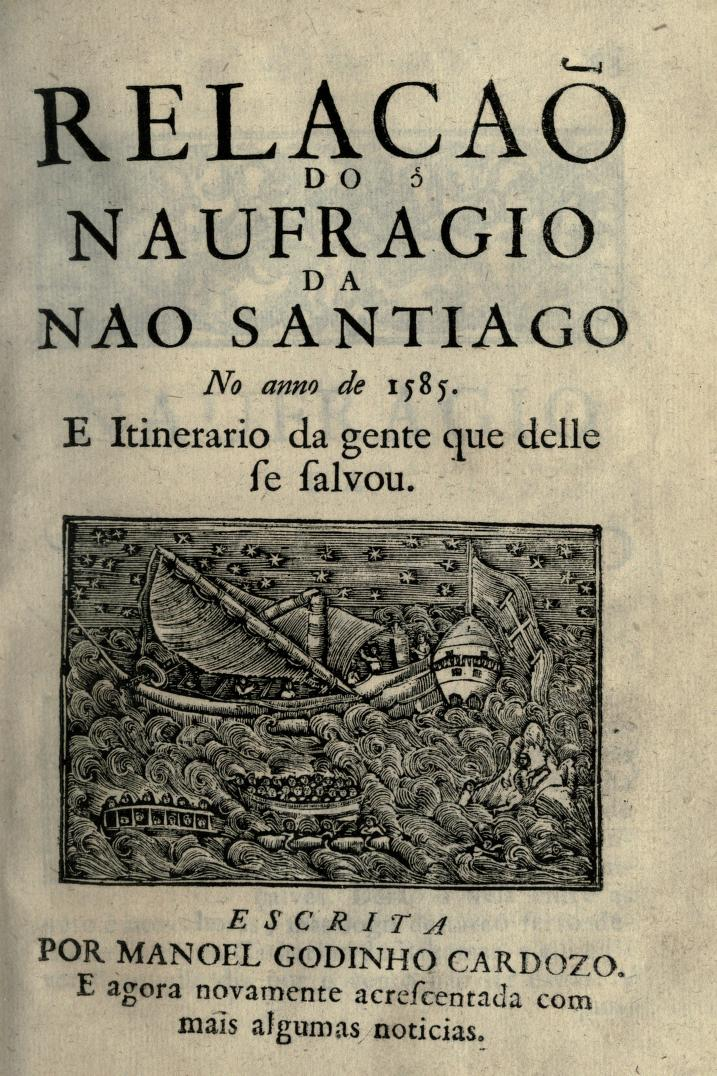
Copertina del libro Historia Tragico-Maritima di Bernardo Gomes de Brito.

Mappa dell'atollo di Bassas da India.

La caracca Santiago era al comando del capitano Fernão de Mendonça, e aveva come nostromo Manuel Gonçalves, e piloti Gaspar Gonçalves e Miguel Rodrigo. L'armamento consisteva in 12 pezzi d'artiglieria, così suddivisi 2 "camelos", 2 "esperas", e 8 "berços", di cui quattro erano detti "falconetes" per le loro grandi dimensioni. A bordo della nave si trovavano tra le 450 e le 500 persone, tra cui circa 200 marinai e 30 donne e un numero imprecisato di bambini. Tra l'equipaggio e i passeggeri c'erano otto sacerdoti, tra cui frate Tomás Pinto, nominato Inquisitore generale in India.
Il Santiago salpò da Lisbona, diretto in India il 1 aprile 1585, come nave ammiraglia di una flotta che comprendeva le navi S. Lourenço, S. Salvador, S. Francisco, Santo Alberto e Reis Magos. Il Santiago era carico di denaro, circa 100.000 monete d'argento, oggetti in pelle dipinta e merci vendere in India.
Tre giorni dopo l'inizio del viaggio il galeone incontrò una forte tempesta fece quasi naufragio. La tempesta si placò presto e la nave riprese la sua rotta, e dopo ulteriori tre giorni vennero avvistate all'orizzonte due vele sconosciute. L'equipaggio preparò frettolosamente la nave per la battaglia, con grande difficoltà poiché i ponti erano stati sovraccaricati con un gran numero di casse e botti. Fortunatamente una delle navi si rivelò essere una caravella portoghese di Sesimbra, diretta alle Isole Canarie, inseguita da una nave pirata inglese. Dopo aver avvistato il Santiago, la nave inglese abbandonò rapidamente l'inseguimento della caravella e la lasciò in compagnia delle navi portoghesi. Al largo della costa della Guinea il Santiago incappò per sedici giorni in una bonaccia, e si spostò lentamente attraverso l'equatore in un caldo torrido entro il 27 maggio. Alla fine prevalsero venti intermittenti e in due mesi Santiago doppiò il Capo di Buona Speranza iniziando a navigare verso nord lungo la costa del Natal. Il 5 agosto i venti ricominciarono a diminuire, e temendo che il Santiago potesse incontrare un nuovo periodo di bonaccia se avesse tentato il passaggio fuori dal Madagascar verso Cochin, il capitano decise invece di procedere direttamente a nord attraverso le pericolose secche dell'atollo di Bassas da India, a volte indicato anche come Baixo da Judia, a circa 22°. Se i venti avessero cambiato direzione e ripreso forza prima di raggiungere la secca di Bassas da India, il Santiago avrebbe cambiato nuovamente rotta arrivando direttamente a Cochin; se invece continuavano il loro corso attuale, il piano era di fare porto in Mozambico per rifornirsi di cibo e acqua, e da lì salpare per Goa.
Il Santiago continuò la navigazione verso nord, avvicinandosi alle secche dell'atollo di Bassas da India, e il 19 agosto il pilota misurò il sole e calcolò che le secche si trovavano a circa sette-otto leghe (da 38 a 44 km) a nord del punto di misurazione. Quella notte l'equipaggio pensò di aver già superato le secche durante il giorno quando in realtà vi si trovava nelle immediate vicinanze.  Il Santiago urtò tre volte la barriera corallina e lo scafo della nave salì sugli scogli. Due dei ponti del galeone andarono immediatamente a pezzi, mentre altri due vennero lanciati, insieme agli alberi e alle vele, in cima alle secche, con l'albero di maestra che si ruppe alla base all'impatto. In quel momento a bordo vi erano più di 375 persone. Secondo il racconto di Manuel Godinho Cardoso, pubblicato originariamente a Lisbona nel 1602, nel caos seguente al naufragio tutti i presenti bordo iniziarono a confessare i loro peccati in massa, formando una folla attorno ai sacerdoti e riempiendo l'aria notturna con i loro lamenti.  Alla luce dell'alba incombente, i presenti a bordo poterono osservarono la loro difficile situazione. La scogliera su cui erano naufragati si estendeva per una circonferenza di circa dodici leghe (67 km) e aveva un diametro di quattro leghe (22 km). Con la bassa marea era coperta solo da due o tre mani d'acqua (da 2 a 3 m circa); tuttavia, con l'alta marea, non si trovavano punti d'appoggio sufficientemente alti entro tre leghe (17 km) dal Santiago, a parte un gruppo di grandi rocce che correvano verso nord.
Il corallo di colore rosso, era fragile ma affilato come un rasoio, e lasciava ferite sanguinanti ogni volta che toccava la carne umana. La nave era frammentata in un triangolo di resti galleggianti costituiti dalla poppa, dalla prua e da una delle fiancate della nave. Nel mezzo del triangolo c'era una pozza d'acqua profonda sei piedi (2 m) con l'alta marea, mentre sul lato nord c'era una piccola apertura attraverso la quale i sopravvissuti alla fine usarono le zattere per andarsene. Il 20 agosto, il capitano e altri 24 persone si radunarono nell'unica piccola barca intatta e tentarono di salpare per una presunta spedizione investigativa, promettendo di ritornare immediatamente per raccogliere i sopravvissuti rimasti ancora aggrappati ai resti della nave. Padre Tomás Pinto doveva accompagnarli in questo viaggio, ma fu convinto a rimanere a bordo per offrire una guida spirituale ai passeggeri e all'equipaggio rimasti bloccati. Con sgomento di coloro che erano ancora a bordo, la barca non ritornò mai più. In preda al panico coloro che erano rimasti sul relitto del Santiago decisero, erroneamente, di entrare in acqua o aggrapparsi ai resti dello scafo galleggiante, e furono tutti spazzati via dalla risacca che ne derivò morendo annegati. Per due giorni quelli a bordo del relitto rimasero intrappolati senza aver modo di lasciare la nave in sicurezza, fino a quando, il terzo giorno, forti onde ruppero il fianco della nave, liberando una scialuppa danneggiata. Galvanizzato da questa momentanea fortuna, un gruppo di sopravvissuti sotto il comando di Duarte de Melo riparò la scialuppa con pezzi di legno dalle casse, usando porzioni strappate delle loro camicie e formaggio fiammingo per calafatare, sperando di andarsene al ritorno della marea.
La scialuppa era male equipaggiata di provviste e trasportava solo diverse casse di marmellata, alcuni barilotti di conserve, formaggio, una fiaschetta con sei pinte di acqua di fiori d'arancio e una botte di vino. Per quanto riguarda l'equipaggiamento, usando l'unico remo disponibile l'equipaggio costruì un albero, un pennone, e una vela di fortuna. Terminate le riparazioni della scialuppa, padre Pinto volle ispezionare la barca, non volendo essere abbandonato una seconda volta, e confrontandola con una delle zattere in costruzione decise di imbarcarsi sulla prima. Vedendo che padre Pinto era favorevole alla scialuppa, gli altri sopravvissuti in preda al panico sciamarono disperatamente sulla scialuppa e minacciarono di affondarla con il loro peso. Duarte de Melo propose a padre Pinto di convincere la folla a liberarsi delle loro armi, cosa che avvenne in segno di segno di rispetto, e molti degli uomini rispettando il suo desiderio e lasciarono cadere le armi, permettendo alla scialuppa di essere sospinta senza problemi fuori dalla scogliera nel corso dell'alta marea, lasciando indietro centinaia di sopravvissuti. Prima del varo della scialuppa Duarte de Melo fu avvicinato da alcuni marinai e dal secondo del nostromo che gli dissero che viaggio non poteva iniziare finché non ci fossero state meno persone a bordo della barca. D'accordo con loro, Duarte de Melo mandò cinque uomini armati di spada tra i sopravvissuti e ne fece gettare in mare diciassette.
Mentre la marea continuava a salire, le cinque zattere che erano state costruite furono varate con grande difficoltà, poiché quelli a bordo dovevano combattere contro gli scogli e le onde, e contemporaneamente difendersi con le spade contro coloro che erano ancora intrappolati a bordo del relitto e che cercavano di abbordarli. Sia gli uomini che le donne che tentarono di aggrapparsi ai lati delle zattere vennero picchiati e feriti da quelli che erano già a bordo. Gli scogli furono rapidamente ricoperti dagli uomini e dalle donne a cui era stato rifiutato di salire a bordo della barca o delle zattere, molti dei quali iniziarono ad annegare quando la marea si alzò. Due donne e un gran numero di uomini cercarono di nuotare verso la barca e le zattere, ma perirono tutti annegati nel tentativo. Uno degli individui, un ragazzo di soli quindici anni, nuotò per quasi mezza lega (3 km) all'inseguimento della scialuppa, e quando la raggiunse si trovò con una spada puntata in faccia, che afferrò senza paura come se fosse una corda e si rifiutò di lasciarla andare fino a che non gli fu concesso di salire a bordo. Quella sera le zattere riuscirono a superare le parti più alte degli scogli dove molti sopravvissuti avevano cercato rifugio dalla marea. Pensando di tentare di raggiungere la salvezza, molti dei sopravvissuti scesero nell'acqua gelata invocando i loro amici e parenti a bordo delle zattere affollate, ma le loro grida non ebbero risposta e si spensero piano piano.
Inizialmente, dopo essere usciti dalla scogliera, i sopravvissuti presenti a bordo della scialuppa non riuscirono a trovare la terra, e dopo molte discussioni venne deciso che avrebbero continuato il loro viaggio e non sarebbero tornati sulla nave. Durante questo periodo fu costruita una vela di prua usando delle camicie, un secondo albero utilizzando un altro remo, degli schermi per proteggersi dal sole con tessuti colorati recuperati dalla scogliera, e un rudimentale timone con alcune assi del ponte. Usando la bussola di un marinaio, l'equipaggio virò da nord a nord-ovest, mentre i presenti a bordo erano estremamente ansiosi di avvistare la terraferma poiché la scialuppa stava imbarcando una grande quantità d'acqua. Le razioni giornaliere di cibo dell'equipaggio consistevano in una porzione di marmellata e tre pinte di vino, pesantemente mescolate con l'acqua salata del mare che entrava a bordo. Per i primi due giorni navigarono in mare aperto, finché il terzo giorno, mercoledì, il tempo si calmò e la direzione del vento si spostò verso nord-est, facendo cambiare rotta all'equipaggio con rotta verso nord-ovest. Quando le correnti ripresero, l'equipaggio disalberò la scialuppa ed iniziò a remare usando i tre remi disponibili. Il venerdì successivo l'equipaggio si era avvicinato a Sofala, segnalata da avvistamenti di balene e acque poco profonde; tuttavia non potevano ancora gettare l'ancora poiché vi era una profondità di dieci braccia (18 m) Il 24 agosto, l'equipaggio è stato in grado di ancorare all'alba in nove braccia (16 m) d'acqua e quando la nebbia mattutina si dissipò, a mezzogiorno, venne finalmente avvistata la terra.
I presenti a bordo soffrivano molto per la disidratazione, e alcuni di loro chiesero di prendere terra immediatamente, ma l'esperto comandante della scialuppa li incoraggiò io a proseguire la navigazione lungo la costa fino a raggiungere le prime isole vicino al Mozambico. Il comandante credeva che non solo sarebbe stato più facile raggiungere il Mozambico da quella posizione, ma anche che la scialuppa sarebbe andata in pezzi se avessero tentato di toccare terra nella posizione attuale e diffidava degli indigeni locali. L'equipaggio seguì il consiglio del comandante e navigò per tre giorni lungo la costa fino a raggiungere tre braccia (5 m) d'acqua in cui si tentò di tentato di gettare l'ancora di fortuna senza successo. L'equipaggio della scialuppa remò allora per tutta la notte tenendo la prua verso in mare aperto per non urtare accidentalmente contro gli scogli. Durante i quattro giorni che seguirono la scialuppa percorse controvento oltre 40 leghe (222 km). Il terzo giorno il mare divenne molto agitato, con il vento che soffiava da sud-ovest e le onde erano sempre più agitate. Venne allora deciso di tentare di approdare a terra, per evitare che la scialuppa fosse mandata a fondo dai marosi. Circondato da rocce, con la bassa marea e vento al traverso, l'equipaggio condusse la scialuppa verso terra, e nonostante le onde travolgenti e gli spruzzi che la coprivano,  riuscì a portare a terra l'imbarcazione in tutta sicurezza salvando anche le provviste presenti a bordo, progettando di arenare la scialuppa per la notte per poi riprendere la navigazione verso le isole vicino al Mozambico dopo che il mare si fosse calmato e fatto rifornimento di acqua potabile.
Dopo essere sbarcato, l'equipaggio si inoltrò verso l'interno dove vennero trovati dei fossi d'acqua con cui fu riempito un barile che venne riportato sulla scialuppa. Di ritorno alla spiaggia si imbatterono in un indigeno che era disposto a barattare con loro, scambiando del pesce con uno dei loro cappelli. A seguito di questo scambio, i portoghesi mandarono brevemente uno di loro con gli indigeni al loro villaggio per raccogliere informazioni. Al loro ritorno, ai portoghesi furono date indicazioni per dirigersi verso Quelimane, a nord-est, e Luabo, a sud-ovest. La notte seguente, mentre i portoghesi dormivano vicino alla spiaggia, un gruppo di indigeni cercò di forzare una cassa portata a terra dalla scialuppa, sperando di rubare qualcosa di valore. Non molto tempo dopo, un secondo gruppo di indigeni arrivò sul posto, e dopo aver litigato con il primo gruppo saccheggiarono la scialuppa e la zona circostante, prelevando dalla spiaggia le spade e le vele di stoffa dalla scialuppa. In mattinata i portoghesi superstiti partirono da lì, dirigendosi a nord verso Quelimane. Poco dopo aver intrapreso il loro viaggio furono aggrediti da altri indigeni, che li derubarono e li lasciarono completamente nudi. Da quel momento in poi i sopravvissuti risalirono la costa deboli e completamente esposti al clima locale, e con l'aiuto di indigeni alleati della corona portoghese riuscirono a raggiungere Luabo dove furono accolti calorosamente e ospitati da Francisco Brochado. Brochado era un ex servitore dell'Infante Dom Luis che aveva trascorso gli ultimi 30 anni come capo guardiano del fiume Cuama, sovrintendendo al commercio di quella regione con Sofala. In questo momento solo 18 dei sopravvissuti al naufragio del Santiago erano rimasti in vita. Alla fine, entro il 16 novembre, la maggior parte dei naufraghi in compagnia di Brochado partì per la città di Sena, dove i sopravvissuti arrivarono il 25 novembre. Il 27 dicembre, i sopravvissuti lasciarono Sena per raggiungere Quelimane, dove arrivarono il 10 gennaio, e da lì arrivarono sani e salvi in Mozambico il 21 febbraio 1586.
Il resoconto di questo naufragio fu pubblicato da Gomes de Brito in Relação do naufrágio da nau “Santiago” no ano de 1585, e itinerário da gente que dele se salvou, escrita por Manuel Godinho Cardoso, e agora novamente acrescentada com mais algumas notícias. Nel suo libro del 1663  The Voyage of John Huyghen van Linschoten to the East Indies Linschoten afferma che il pilota del Santiago Gaspar Gonçalves venne arrestato al suo ritorno in Portogallo ma assolto da ogni responsabilità.
Il sito del relitto è stato trovato nel dicembre 1977 da un marinaio di nome Ernest Erich Klaar, in giro per il mondo con sua moglie e tre figli su una nave thailandese di nome Maria José. Dopo aver lasciato Bangkok cinque anni prima, il signor Klaar sentì la storia del presunto tesoro del Santiago a Durban, in Sud Africa, e decise di mettersi alla sua ricerca. Trovò il luogo del naufragio senza troppe difficoltà, ed esso era già stato saccheggiato, e riuscì a recuperare quattro piccoli cannoni di bronzo, che trasportò in Europa. Nel 1980 è ritornato in Sud Africa, ha noleggiato una nave di salvataggio e ha navigato verso il sito del naufragio del Santiago. I reperti recuperati nel 1980 comprendevano altri otto cannoni di bronzo, un astrolabio, diversi chili di monete d'argento sparse in una grande concrezione, monete d'argento, una moneta d'oro, un calderone di rame, un crocifisso spezzato, due medaglie religiose, un braccialetto d'oro, alcuni oggetti d'argento, manufatti in ferro e piombo, alcune ceramiche intatte, rotoli di lamine di piombo e palle di cannone di ferro.

### Annotazioni
1. ↑  Si dice che sia tornato a Bassas da India per recuperare i soldi perduti con il Santiago, una cifra stimata di circa 400.000 cruzados, e quasi perdendo il suo nau Saõ Tomé nell'impresa.

### Fonti
1. 1 2 3 4 5  Wrecksite.
2. 1 2  de Castro 2005, p. 28.
3. 1 2 3 4 5 6 7 8 9 10 11 12 13 14 15 16 17 18 19 20 21 22 23 24 25 26 27 28 29 30 31 32 33 34 35 36 37 38 39  Shiplib.
4. 1 2 3 4  Mathew 1988, p. 269.
5. 1 2  Mathew 1988, p. 270.
6. ↑  Duffy 1955, p. 115.
7. 1 2 3  Duffy 1955, pp. 115-116.
8. ↑  Duffy 1955, pp. 116-117.
9. ↑  Duffy 1955, p. 129.
10. ↑  Duffy 1955, p. 117.
11. 1 2 3  Duffy 1955, pp. 117-118.
12. ↑  Duffy 1955, p. 118.
13. 1 2  Theal 1898, p. 343.
14. ↑  Duffy 1955, pp. 118-119.
15. 1 2  Duffy 1955, p. 119.
16. ↑  Duffy 1955, p. 120.
17. ↑  Theal 1898, p. 342.
18. ↑  Theal 1898, pp. 343-344.
19. ↑  Theal 1898, p. 344.
20. ↑  Theal 1898, p. 345.
21. ↑  Theal 1898, p. 346.
22. ↑  Theal 1898, pp. 346-348.
23. ↑  Theal 1898, p. 348.
24. ↑  Theal 1898, pp. 349-353.
25. ↑  Theal 1898, p. 354.
26. ↑  de Castro 2005, p. 65.